# Schwendau
Schwendau é um município da Áustria, situado no distrito de Schwaz, no estado do Tirol. Tem 17,35 km² de área e sua população em 2019 foi estimada em 1.786 habitantes.